# Badefols-d'Ans
 Badefols-d'Ans  (en occitano Badafòu d'Ans) es una población y comuna francesa, situada en la región de Aquitania, departamento de Dordoña, en el distrito de Périgueux y cantón de Hautefort.
Se halla en la región histórica de Perigòrd.

## Demografía
| 567 | 545 | 518 | 511 | 451 | 457 |
| Para los censos de 1962 a 1999 la población legal corresponde a la población sin duplicidades (Fuente: INSEE [Consultar]) |     |     |     |     |     |